# El Cuervo (revista de Amaika/Iru)
El Cuervo fue una revista española de historietas, editada por Ediciones Amaika a partir de 1977, con dos épocas bien diferenciadas:

## Primera época: 1977
Como El Jueves, fundada en el mismo año, estaba dedicada a la crítica de la actualidad política. Tras su desaparición, su legado fue recogido dentro de la misma editorial por El Puro.

## Segunda época: 1981
Amaika y luego Iru produjeron nuevos números de las revistas, con una orientación erótica.
| Números | Título           | Autoría |
| ------- | ---------------- | ------- |
|         | Historias verdes | Sappo   |